# Mörtnäs (Årjäng)
Mörtnäs är en ort i Karlanda socken och tillhör Årjängs kommun, den är belägen mellan Arvika och Årjäng. Orten är indelad i byarna Västra och Östra Mörtnäs och har anor från slutet av 1600-talet, och har varit centrum för en lokal finnskog. I orten ligger Årjängs kommuns högst belägna odlingsmarkerna. Området är en viktig kulturmiljö och ingår i länsstyrelsens åtgärdsprogram för värmländska kulturmiljöer.
Den före detta prästen Esaias Dahlin i Karlanda socken beskrev Mörtnäs som "en levande finnby". Sju av gårdarna i Mörtnäs ägs och bebos ännu idag av samma släkt i rakt nedstigande led som köpte Västra och Östra Mörtnäs år 1702 av Karl XII.

## Mörtnäs historia
I de nordöstligaste delarna av Karlanda socken ligger Mörtnäs och Sörboheden. Den delen av Karlanda var på 1600-talet bara mörk skog och svårtillgängliga myrar som tillhörde kronans mark. Men Finnskogen var stor och beboddes av ”lösfinnar” från (idag) sjön Rinnen till Sulvik från Ramla till Glava. Det ringlade en krokig ”väg” över Finnskogen från Smolmark till Sulvik (idag väg 172).
Mörtnäsfinnarna kom från Mangskog. Det fanns massor med finnar i Finnskogen, men det mest intressanta torde dock vara finska släkten Anders och Jöran Simonsson Luojainen, vars släkt ännu idag lever och brukar jorden i Mörtnäs. Idag i tionde generationen i rakt nedstigande led. 
Det äldsta namnet i husförhörslängder är Påhl Simonsson, född 1718 på Hagen i Mörtnäs. Hans sonson var godsmannen Olof Andersson (den äldre) född 1802 på Bråten. Denne var morfar till Sahlin på Kullen i Mörtnäs och farfar till Axel på Hagen i Mörtnäs.
Nuvarande gårdarna Kullen, Hagen och Bjurdämma (idag kallat Lankarsättra) tillhörde då Anders Andersson och Mattes Andersson. Den mest betydande under senare del av 1800-talet torde ha varit son till Anders Andersson. Jägmästare Olof Andersson (den yngre) föddes 1820 på Hagen. Han blev en studerad och mäktig man och fick hedersnamnet "Jägmästarn på Hagen" för sin stora ledarbegåvning och sin märkliga förmåga att få saker uträttade på sådant sätt att de blev till båtnad för alla parter. Olof och hans fru Cajsa flyttade på äldre dagar in på Vånsättra och lämnade över gården Hagen till deras dotter Stina Olofsdotter. Hon gifte sig då med Olof Olsson från Bråten. Det har berättats av Axel på Hagen att det var största höjdpunkten under veckan när barnen i Mörtnäs sprang till "Morfar på Vånnsättra för att lyssna på gamla sägner och historier"